# Caediscum imperiale
Caediscum imperiale är en skalbaggsart som beskrevs av Lefkovitch 1962. Caediscum imperiale ingår i släktet Caediscum och familjen långhorningar.
Artens utbredningsområde är Kongo-Kinshasa. Inga underarter finns listade.